# 最高主席
最高主席（德語：Oberpräsident）是普鲁士各省的最高行政职位。在各个普魯士省份，最高主席都是普鲁士王权的至上代表。在17和18世纪，只有选帝侯或国王有任命最高主席的权力，后者也只对选帝侯或国王负责。1808至1815年间，最高主席代表国王行使巡视权，在省内监督行政管理。納粹德國时期，最高主席的权力得到了扩张。